# Ладонщиков, Георгий Афанасьевич
Георгий Афанасьевич Ладонщиков (26 мая [8 июня] 1916 года, деревня Каменка, Смоленский уезд, Смоленская губерния, Российская империя — 21 марта 1992 года, Москва, Россия) — русский советский поэт. Заслуженный работник культуры РСФСР (1976), член Союза писателей СССР (1958). Участник Великой Отечественной войны.

## Биография
Родился в деревне Каменка Смоленского уезда Смоленской губернии в крестьянской семье. Учился в нескольких профтехучилищах. Печататься начал в 1934 году. С июня 1941 года — участник Великой Отечественной войны. Был тяжело ранен в ногу, находясь в госпитале, попал в плен. В плену участвовал в подпольной деятельности, позднее бежал из плена и вступил в партизанский отряд «Коткас».
После войны работал на Московском телефонном узле, за 25 лет работы прошёл путь от ученика монтёра до инженера. С 1958 года — член Союза писателей СССР. В 1960 году окончил Высшие литературные курсы литературного института им. А. М. Горького.
В 1951 году была опубликована книга стихотворений для детей «Маленькие мастера» за авторством Ладонщикова. Ряд книг поэт посвятил теме трудового, морально-этического и патриотического воспитания детей, среди них: «Кто быстрей?» (1954), «Точильщик» (1958), «Своими руками» (1960), «Лето в разгаре» (1963), «Чучело гороховое» (1966), «Самокат» (1969), «Про больших и маленьких» (1970), «Спор на скворечне» (1972), сборник юмористических стихотворений «…И с любовью шутят» (1972), сборник стихотворений «Чай с вареньем» (1976). Помимо прочего, Ладонщиков переводил на русский стихотворения и прозу с карачаевского, мордовского, татарского, чувашского языков.
Скончался 21 марта 1992 года в Москве.

## Награды
Удостоен ряда государственных наград и званий:
- два ордена Отечественной войны II степени (7 октября 1957 года — «за отвагу, проявленную в боях с немецкими захватчиками, или при совершении побега из плена в период Великой Отечественной войны»; 6 апреля 1985 года)[3][6][7];
- медаль «За победу над Германией в Великой Отечественной войне 1941—1945 гг.» (9 мая 1945 года)[6];
- почётное звание «заслуженный работник культуры РСФСР» (1976)[1].